# Humbert Lundén
Anders Pontus Humbert Lundén (ur. 7 stycznia 1882 w Göteborgu, zm. 5 lutego 1961 w Sztokholmie) – szwedzki żeglarz, olimpijczyk, zdobywca złotego medalu w regatach na Letnich Igrzyskach Olimpijskich w 1912 roku w Sztokholmie.
Na Letnich Igrzyskach Olimpijskich 1912 zdobył złoto w żeglarskiej klasie 10 metrów. Załogę jachtu Kitty tworzyli również Carl Hellström, Harald Wallin, Erik Wallerius, Harry Rosenswärd, Herman Nyberg, Paul Isberg i Filip Ericsson.